# Теорема Коуза
Теорема Коуза (теорема Коуза — Стиглера) — положение новой институциональной экономики, согласно которому при нулевых трансакционных издержках рынок справляется с любыми внешними эффектами.

## История
Теорема впервые была сформулирована Джорджем Стиглером в 1966 году следующим образом:

Если права собственности четко определены и трансакционные издержки равны нулю, то размещение ресурсов (структура производства) будет оставаться неизменным и эффективным независимо от изменений в распределении прав собственности

Формулировка Стиглера была основана на опубликованной в 1960 году статье Рональда Коуза «Проблема социальных издержек».
Коуз доказывал эту концепцию на примере рассмотрения так называемых экстерналий — побочных результатов любой деятельности, которые касаются не непосредственных её участников, а третьих лиц.
Ранее эту проблему рассматривал английский экономист Артур Сесил Пигу в книге «Экономическая теория благосостояния» (англ. The Economics of Welfare). На основе того, что экстерналии, по мнению Пигу, приводят к перепроизводству благ с отрицательными экстерналиями и недопроизводству благ с положительными экстерналиями, он рекомендовал в таких случаях вмешательство государства в экономику для нейтрализации этих эффектов, которые Пигу назвал «фиаско рынка».
Коуз опроверг мысль, что экстерналии обязательно ведут к «фиаско рынка». По его мнению, для нейтрализации проблемы экстерналий необходимо четкое распределение прав собственности на ресурсы и минимизация трансакционных издержек.
Теорема Коуза раскрывает экономический смысл прав собственности. По мнению Коуза, чем более точно определены права собственности, тем в большей степени внешние издержки превращаются во внутренние.

## Обобщенная теорема Коуза
Исландский экономист Трайн Эггертсон сформулировал «обобщенную теорему Коуза»:

Экономический рост и развитие страны в основном не зависят от типа существующего правительства, если расходы на трансакции в экономической и политической сферах равны нулю. Однако когда трансакционные издержки положительны, то распределение власти внутри страны и институциональная структура её нормотворческих учреждений являются важнейшими факторами её развития.
Оригинальный текст (англ.)The economic growth and development of a country are basically unaffected by the type of government it has, if the costs of transacting in both the economic and political spheres are zero. However, when transaction costs are positive, then the distribution of power within a country and the institutional structure of its rule-making institutions are critical factors in its development
— Eggertsson, Thrainn. Economic behavior and institutions (Cambridge: Cambridge University Press, 1990)
При отсутствии институциональных издержек оптимальный набор «правил игры» складывался бы везде и всегда, так как любой устаревший институт ничего не стоило бы заменить новым, более эффективным. В подобном случае, как показывают новые институционалисты, технический прогресс и накопление капитала (физического и человеческого) автоматически и повсеместно обеспечивали бы экономический рост.

## Область применимости
Необходимо заметить, что существует множество случаев, где теорема Коуза неприменима.  Это происходит, когда переговоры невозможны или весьма дорогостоящи (например, в присутствии большого количества сторон в договоре или диспуте). Сам термин трансакционные издержки введён ранее в работе Коуза «Природа фирмы» и означает затраты, возникающие в связи с заключением контрактов, то есть затраты на сбор и обработку информации, на проведение переговоров и принятие решений, на контроль и юридическую защиту выполнения контрактов.